# Quirino Cristiani
Quirino Cristiani (Santa Giuletta, Itàlia, 2 de juliol de 1896 - Bernal, Argentina, 2 d'agost de 1984) va ser un caricaturista i director d'animació argentí responsable dels dos primers llargmetratges d'animació i del primer llargmetratge d'animació sonor del món.

## Infantesa i joventut
Quirino Cristiani va néixer el 2 de juliol de 1896 a Santa Giuletta, (Pavia, Itàlia). Fill de Luigi Cristiani (empleat municipal) i d'Adele Martinotti (mestressa de casa), tenia quatre germans. Quan el seu pare va perdre la feina va decidir anar-se'n a Àmerica a la recerca d'un millor futur i va marxar amb la família a Buenos Aires, Argentina, l'any 1900.
En la seva adolescència, Quirino mostrava passió pel dibuix. Va fer un breu curs a l'Acadèmia de Belles Arts i aviat va trobar treball de dibuixant caricatures per als diaris, que en aquella època publicaven moltes historietes i sàtires polítiques.

## Tasca professional

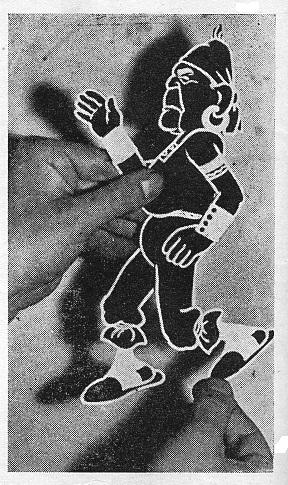
Quirino Cristiani mostrant, el 1955, una figura retallada i articulada com les patentades el 1916 per a la realització dels seus films

El 1916 va ser contractat per Federico Valle per dibuixar caricatures i incloure-les a les seves pel·lícules informatives de curtmetratge. Davant de la indicació per part de Valle que no admetia imatges fixes en les seves filmacions, Cristiani va haver d'idear una manera de donar-li moviment als seus dibuixos. Amb aquestes influències va ser com va desenvolupar les tècniques d'animació que li van permetre realitzar el 1917 el primer llargmetratge de dibuixos animats de la història, El apóstol. El llargmetratge va ser produït pel mateix Valle i finançat per l'amo de la cadena de cinemes (de cognom Franchini), on es projectaria la pel·lícula. El 1918 va realitzar el segon llargmetratge, Sin Dejar Rastros, que va ser segrestat per la policia per motius d'alta diplomàcia. Arran d'aquest incident va perdre molts diners.
En aquell temps va tornar a dibuixar caricatures i historietes per als diaris, però en vista que els ingressos no eren suficients per mantenir la seva família va començar un nou negoci. Aquest consistia a recórrer aquells barris de la ciutat que no tenien cinema i projectar pel·lícules en una pantalla a l'aire lliure. El Public-cinema, com ell el va anomenar va atreure moltes persones, tanmateix, les autoritats municipals opinaven que tallava el trànsit i pertorbava la pau i li van clausurar el negoci.
L'any 1927, l'empresa cinematogràfica nord-americana MGM el va contractar com a director de publicitat de la filial argentina. Paral·lelament va formar els seus propis estudis. El 1931 va estrenar Peludópolis, el primer llargmetratge d'animació sonor. El llargmetratge li va produir grans pèrdues econòmiques. Davant de la impossibilitat de competir amb Disney, donada la seva major tecnologia i capacitat pressupostària, el laboratori de Cristiani es va dedicar al doblatge i subtitulat de pel·lícules estrangeres.
El 1941, Walt Disney va viatjar a l'Argentina per l'estrena de Fantasia. L'empresari nord-americà en conèixer l'obra de Cristiani li va oferir ocupació en els seus estudis, però l'argentí ho va rebutjar. Els seus laboratoris s'havien convertit en un dels més importants del país i no volia deixar la seva empresa per viatjar als Estats Units.
Dos incendis, l'un el 1957 i l'altre el 1961 van destruir totes les seves pel·lícules, amb l'única excepció de El Mono Relojero l'única que es conserva en l'actualitat. Després de l'incendi Cristiani es va retirar i va ser oblidat per un llarg període, fins que els anys 1980 li van retre homenatge tant a l'Argentina com a Itàlia. Va morir a casa seva el 2 d'agost de 1984 a la ciutat de Bernal, Província de Buenos Aires, Argentina.

## Filmografia
- 1916 - La intervención en la provincia de Buenos Aires
- 1917 - El apóstol, primer llargmetratge d'animació de la història del cine
- 1918 - Sin dejar rastros
- 1923 - Firpo-Brennan
- 1923 - Firpo-Dempsey
- 1924 - Humberto de Garufa
- 1924 - Uruguayos Forever
- 1925 - Gastronomía
- 1925 - Rhinoplastia
- 1931 - Peludópolis, primer llargmetratge sonor d'animació de la història del cine
- 1938 - El mono relojero
- 1941 - Entre pitos y flautas
- 1943 - Carbonada